# Moszna (gromada)
Moszna – dawna gromada, czyli najmniejsza jednostka podziału terytorialnego Polskiej Rzeczypospolitej Ludowej w latach 1954–1972.
Gromady, z gromadzkimi radami narodowymi (GRN) jako organami władzy najniższego stopnia na wsi, funkcjonowały od reformy reorganizującej administrację wiejską przeprowadzonej jesienią 1954 do momentu ich zniesienia z dniem 1 stycznia 1973, tym samym wypierając organizację gminną w latach 1954–1972.
Gromadę Moszna z siedzibą GRN w Mosznie (w obecnym brzmieniu Moszna-Wieś) utworzono – jako jedną z 8759 gromad na obszarze Polski – w powiecie pruszkowskim w woj. warszawskim, na mocy uchwały nr VI/10/15/54 WRN w Warszawie z dnia 5 października 1954. W skład jednostki weszły obszary dotychczasowych gromad Domaniew, Domaniewek, Koszajec i Moszna ze zniesionej gminy Helenów w tymże powiecie. Dla gromady ustalono 12 członków gromadzkiej rady narodowej.
29 lutego 1956 z gromady Moszna wyłączono część wsi Domaniewek włączając ją do gromady Ołtarzew w tymże powiecie.
31 grudnia 1959 z gromady Moszna wyłączono wsie Domaniew i Domaniewek, włączając je do gromady Ołtarzew w tymże powiecie, po czym gromadę Moszna zniesiono a jej (pozostały) obszar włączono do gromady Brwinów tamże.